# Royal Rumble (1995)
Royal Rumble 1995 est le huitième Royal Rumble, pay-per-view de catch de la World Wrestling Entertainment. Il s'est déroulé le 22 janvier 1995 au USF Sun Dome de Tampa en Floride.

## Résultats
| #                                                          | Résultats                                                                    | Stipulations                                                             | Commentaires | Durée |
| ---------------------------------------------------------- | ---------------------------------------------------------------------------- | ------------------------------------------------------------------------ | --- | ----- |
| Dark match                                                 | Buck Quartermaine bat The Brooklyn Brawler                                   | Match simple                                                             | | 2:33  |
| 1                                                          | Jeff Jarrett (avec The Roadie) bat Razor Ramon (c)                           | Match simple pour le WWF Intercontinental Championship                   | - Jarrett a effectué le tombé sur Ramon avec un petit paquet. - Jarrett l'emportait à l'origine par décompte à l'extérieur, mais Ramon acceptait de faire recommencer le match. | 18:06 |
| 2                                                          | The Undertaker (avec Paul Bearer) bat Irwin R. Schyster (avec Ted DiBiase)   | Match simple                                                             | - Undertaker a effectué le tombé sur IRS après un chokeslam. - Après le match, King Kong Bundy venait et tabassait Undertaker alors que IRS s'échappait avec l'urne de Paul Bearer. | 12:21 |
| 3                                                          | Diesel a combattu Bret Hart pour un match nul                                | Match simple pour le WWF Championship                                    | - Le match était déclaré nul après des interventions répétées de Owen Hart et Bob Backlund qui venaient pour attaquer Bret alors que Shawn Michaels et Jeff Jarrett venaient attaquer Diesel. | 27:19 |
| 4                                                          | Bob Holly et 1-2-3 Kid battent Tatanka et Bam Bam Bigelow (avec Ted DiBiase) | Tag team matchpour remporter le vacant WWF Tag Team Championship (15:45) | - 1-2-3 Kid a effectué le tombé sur Bigelow après que Tatanka faisait tombé accidentellement Bigelow de la troisième corde. - C'était la finale d'un tournoi pour le titre par équipe vacant. - Après le match, Bigelow voyait Lawrence Taylor assis au bord du ring rigolant de lui. Bigelow (kayfabe) le poussait au sol. | 15:32 |
| 5                                                          | Shawn Michaels a remporté le Royal Rumble 1995                               | Royal Rumble Match                                                       | - Les deux derniers participants étaient Shawn Michaels et The British Bulldog, qui étaient aussi les deux premiers participants dans le match. Bulldog envoyait Michaels par-dessus la troisième corde et pensait avoir gagné le match. Cependant, les arbitres notaient que seul un pied de Michaels a touché le sol, le faisant ainsi rester légalement dans le match. Michaels ensuite revenait sur le ring et éliminait le Bulldog (qui célébrait sur la seconde corde, face au public) pour remporter le Royal Rumble. | 38:41 |
| (c) désigne le champion défendant son titre dans le match. |                                                                              |                                                                          | |       |

## Entrées et éliminations du Royal Rumble
C'est le seul Royal Rumble où chaque participant entrait à une minute d'intervalle.
| #Entrée | Entrant             | #Élimination | Éliminé par             | Temps |
| ------- | ------------------- | ------------ | ----------------------- | ----- |
| 1       | Shawn Michaels      | -            | Vainqueur               | 38:41 |
| 2       | The British Bulldog | 29           | Shawn Michaels          | 38:41 |
| 3       | Eli Blu             | 9            | Seone                   | 10:00 |
| 4       | Duke Droese         | 3            | Shawn Michaels          | 8:13  |
| 5       | Jimmy Del Ray       | 1            | The British Bulldog     | 1:25  |
| 6       | Seone               | 10           | Eli Blu                 | 6:50  |
| 7       | Tom Prichard        | 6            | Shawn Michaels          | 5:30  |
| 8       | Doink the Clown     | 7            | Kwang                   | 4:50  |
| 9       | Kwang               | 8            | Seone                   | 4:01  |
| 10      | Rick Martel         | 5            | Seone                   | 2:29  |
| 11      | Owen Hart           | 2            | The British Bulldog     | 0:03  |
| 12      | Timothy Well        | 4            | The British Bulldog     | 0:23  |
| 13      | Bushwhacker Luke    | 11           | Shawn Michaels          | 0:12  |
| 14      | Jacob Blu           | 12           | Shawn Michaels          | 0:17  |
| 15      | King Kong Bundy     | 14           | Mabel                   | 3:00  |
| 16      | Mo                  | 13           | King Kong Bundy         | 0:03  |
| 17      | Mabel               | 16           | Lex Luger               | 1:58  |
| 18      | Bushwhacker Butch   | 15           | Shawn Michaels          | 0:19  |
| 19      | Lex Luger           | 27           | Shawn Michaels et Crush | 18:51 |
| 20      | The Mantaur         | 18           | Lex Luger               | 9:33  |
| 21      | Aldo Montoya        | 23           | Shawn Michaels          | 13:21 |
| 22      | Henry Godwinn       | 26           | Lex Luger               | 14:40 |
| 23      | Billy Gunn          | 20           | Crush et Dick Murdoch   | 7:25  |
| 24      | Bart Gunn           | 19           | Crush et Dick Murdoch   | 6:19  |
| 25      | Bob Backlund        | 17           | Lex Luger               | 0:16  |
| 26      | Steven Dunn         | 21           | Montoya                 | 4:29  |
| 27      | Dick Murdoch        | 25           | Henry Godwinn           | 5:08  |
| 28      | Adam Bomb           | 22           | Crush                   | 5:20  |
| 29      | Fatu                | 24           | Crush                   | 5:32  |
| 30      | Crush               | 28           | The British Bulldog     | 8:51  |

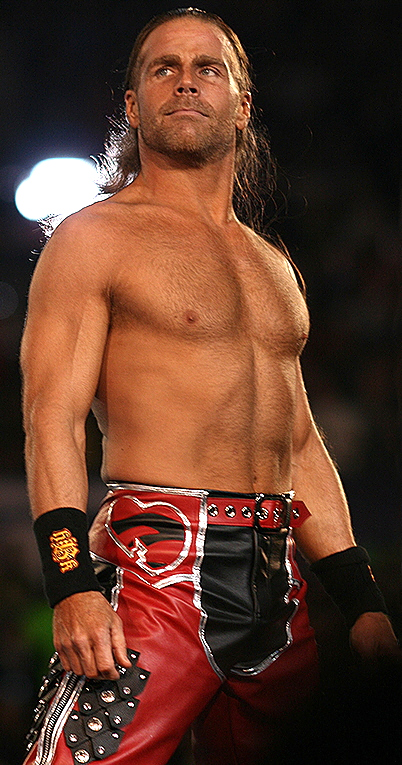
Shawn Michaels, vainqueur du Royal Rumble.

- Owen Hart fut attaqué par Bret Hart pendant son entrée. Blessé, il fut éliminé dès son entrée sur le ring.
- Shawn Michaels est celui qui a éliminé le plus de catcheurs : 8.
- Shawn Michaels et The British Bulldog sont ceux qui sont restés dans le ring le plus longtemps avec 39 minutes et 39 secondes.
- Owen Hart est celui qui est resté le moins longtemps dans le ring avec 3 secondes.
- Shawn Michaels est celui qui a remporté le 8e Royal Rumble de la WWF.
- Shawn Michaels a affronté Diesel à Wrestlemania XI pour le WWF Championship.

## Autour de l'évènement
- C'était le premier Royal Rumble dans lequel le premier participant au match remportait le Royal Rumble, un exploit égalé au Royal Rumble 2004 par Chris Benoit. Cependant, parce que l'édition de 2004 comprenait des entrées toutes les 90 secondes, la présence de Benoit dans le match était plus longue.
- C'est le dernier Royal Rumble à utiliser les bannières rose et or du ring qui ont été utilisées depuis le Royal Rumble 1989. Ils n'étaient plus vus jusqu'à la conférence de presse du Royal Rumble 1996, bien qu'ils n'étaient pas utilisées lors du PPV.
- Pamela Anderson faisait partie de l'évènement à l'occasion de plusieurs segments en coulisses, dont un aura été l'escorte en dehors de l'arène du vainqueur du Rumble.
- C'est aussi le dernier PPV de la WWF à utiliser le logo "Classique" de la WWF.
- Rick Martel participait à son septième Royal Rumble en 1995, dépassant alors le record de Tito Santana.
- Certains catcheurs furent druides lors du match de l'Undertaker, un Heavenly body et un Blu brother.